# Quadrat (Ökologie)

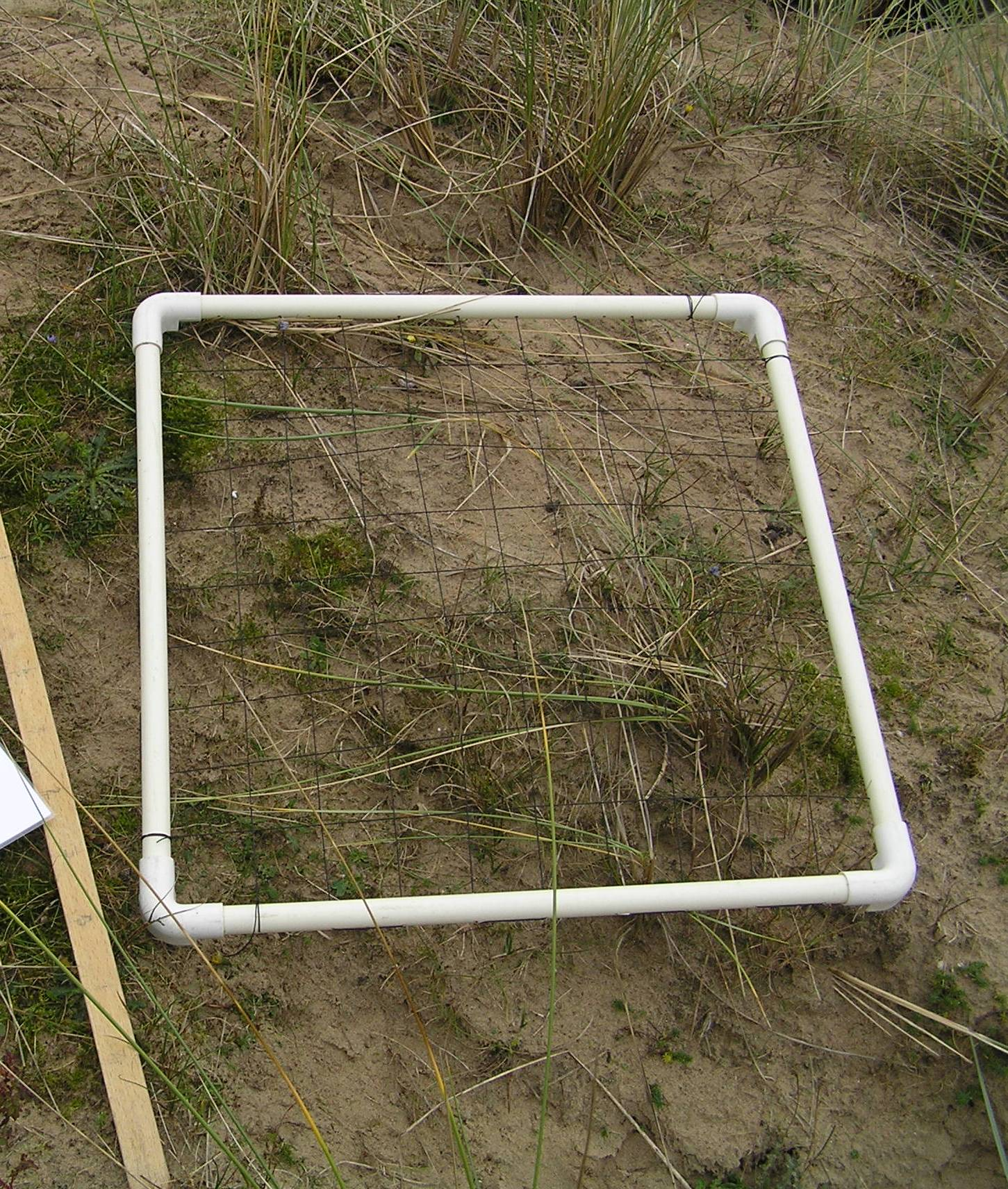
Ein Quadrat wird benutzt, um von einer definierten Fläche Proben zu sammeln oder zu zählen.

Ein Quadrat besteht üblicherweise aus einem Metall- oder Kunststoffrahmen und wird in der ökologischen Feldforschung zum definierten Einsammeln von Proben benutzt. Es hat meist die Größe von einem oder einem viertel Quadratmeter. Man kann es zum Einsammeln von Pflanzen oder sich langsam bewegenden Insekten benutzen. Es eignet sich auch für manche Aufgaben bei der Unterwasserforschung.

## Gebrauch
Wenn man wissen will, wie viele Organismen sich in einem speziellen Habitat befinden, muss man sie (im Prinzip) alle zählen. Dies ist aber manchmal nicht möglich, weshalb man Stichproben definierter Größe auszählt. Zu diesem Zweck grenzt man eine bestimmte Fläche ab und zählt sämtliche Organismen in dieser Fläche. Die Größe des dafür verwendeten Quadrats und seiner Unterteilungen hängt dabei von der Größe der einzusammelnden Organismen ab.
Dabei ist es wichtig, dass die Sammelmethode zufällig ist, um Auswahlfehler zu vermeiden. Um eine zufällige Auswahl zu erhalten, kann man die Sammelflächen in einem abgezählten Gitter positionieren. Bei Langzeitstudien kann es wichtig sein, die durchgezählten Flächen auch nach Monaten oder Jahren exakt wiederzufinden. Die dabei benutzten Methoden sind sehr unterschiedlich. Man kann Referenzpunkte herstellen oder Positionen mithilfe eines GPS-Gerätes markieren.